# Dead Like Me
Dead Like Me is een Amerikaanse comedy/dramaserie geschreven door Bryan Fuller. De serie liep twee seizoenen. In februari 2009 verscheen een (rechtstreeks op dvd-)film, die Comedy Central heeft uitgezonden.
Dead Like Me werd in Nederland uitgezonden door Yorin en is te koop op DVD. In augustus 2008 begon Comedy Central met het uitzenden van de serie.

## Verhaal
De hoofdpersoon van de serie is Georgie Lass, gespeeld door Ellen Muth. Georgie is gestopt met haar opleiding en heeft geen goede relatie met haar familie. Als ze tijdens de lunchpauze van haar werk over straat loopt wordt ze dodelijk getroffen door een vallende toiletbril uit Mir, het Russische ruimtestation. Ze krijgt dan te horen dat ze als ondode op aarde moet blijven om als Reaper de zielen van mensen die overlijden te begeleiden naar het hiernamaals.
Ze komt in een groep van "grim reapers" onder leiding van Rube gespeeld door Mandy Patinkin. Rube geeft de grim reapers post-its met daarop de naam, tijd en plaats waarop iemand zal overlijden, waarna zij de ziel van de persoon moeten nemen. In het begin heeft Georgie hier veel problemen mee en probeert aanvankelijk te voorkomen dat de personen overlijden, maar ze komt er al snel achter dat dit alleen maar voor meer problemen zorgt. De groep heeft "Der Waffel Haus" als 'kantoor' - een 24/7, Duits-achtig eetcafé waar voortdurend op de achtergrond Tirolermuziek gedraaid wordt. Tijdens de dagelijkse bijeenkomsten gaan veel van de gesprekken over de samenstelling en de presentatie van de diverse gerechten.
De dood van Georgie heeft ook een grote invloed op haar familie. Het huwelijk tussen haar ouders loopt op de klippen terwijl haar jongere zus er (correct) van overtuigd is dat Georgie nog steeds rondloopt en haar in de gaten houdt. Ze heeft zelfs geprobeerd om haar moeder te vertellen dat ze er nog is, maar dit lukte haar niet aangezien reapers na de dood van uiterlijk veranderen. Gedurende de serie blijft ze haar familie en vooral haar zusje in de gaten houden en krijgt ze steeds meer spijt van de manier waarop ze met haar omging.

## Reapers
Het is de taak van een Reaper om vlak voor, of vlak na het overlijden de ziel van een slachtoffer los te maken van het aardse lichaam. Met name in gevallen waarbij iemand een gewelddadige dood sterft, heeft het de voorkeur om dit vlak voor de dood te doen, om onnodig lijden te voorkomen. Elke Reaper moet op deze manier een aantal zielen redden, al weet hij of zij niet wélk aantal. Wat daarna met de Reaper gebeurt weet niemand. De laatste overledene neemt de plaats in van de Reaper die het quotum bereikt heeft. Gehaalde zielen maken een overgang door die voor elke ziel anders is. Het is voor Reapers verboden om te weten wat er na die overgang gebeurt. Net als de levenden moeten Reapers gewoon eten, wonen en (in de meeste gevallen) werken. Om te voorkomen dat ze nog herkenbaar zijn voor nabestaanden, verandert hun uiterlijk.

## Gravelings
Gravelings spelen een belangrijke rol in de serie, omdat zij ervoor zorgen dat de mensen overlijden. Gravelings zijn een soort Gremlin-achtige wezens die niet door mensen gezien kunnen worden. Grim reapers kunnen ze alleen in de hoek van hun ogen zien. Georgie lijkt de enige te zijn die de gravelings normaal kan zien. Ze is ze ook in haar jeugd meerdere keren tegengekomen.

De Gravelings zorgen ervoor dat mensen overlijden door bizarre ongelukken te veroorzaken. Georgie sterft bijvoorbeeld, doordat ze getroffen wordt door de toiletbril afkomstig van het ruimtestation MIR. Soms hebben Gravelings een vrije dag. Dan sterft er niemand.

## Personages

### Georgia Lass (Ellen Muth)
Zij is de hoofdpersoon van de serie en levert in de vorm van een voice-over ook commentaar op de gebeurtenissen. Op achttienjarige leeftijd, als ze net gestopt is met haar 'college'-studie, wordt ze door haar moeder min of meer gedwongen zich in te schrijven bij een uitzendbureau - Happy Time. Kort daarna krijgt ze daar een baantje bij de archiefafdeling van hetzelfde uitzendbureau. Tijdens haar eerste lunchpauze sterft ze, doordat ze op straat wordt getroffen door de toiletbril, afkomstig van het Mir ruimtestation. Zij was tijdens haar leven zeker geen vrolijke tiener en dat verandert zeker niet als ze eenmaal dood is.Omdat ze als Georgie geacht wordt om dood en begraven te zijn, neemt ze een nieuwe naam aan: Millie Hagen.

### Rube (Mandy Patinkin)
De leider van de Reapersgroep. Zijn voornaamste taak bestaat uit het verdelen van de post-its met de namen van de zielen. In de serie wordt gesuggereerd dat hij tijdens het overvallen van een bank in 1927 is doodgeschoten. Hij heeft één dochter genaamd Rosie.

### Mason (Callum Blue)
Drugs/alcohol verslaafde kruimeldief, oorspronkelijk afkomstig uit Londen. Hij is gestorven in 1966 als gevolg van het feit dat hij een gat in zijn eigen hoofd heeft geboord om voor altijd 'high' te kunnen blijven.

### Roxy Harvey (Jasmine Guy)
Ruwe bolster-blanke pit. Nadat ze de beenwarmer had uitgevonden, werd ze vermoord door een jaloerse huisgenoot. In de serie begint ze als parkeerwachter, maar besluit later bij de politie te gaan. In de tijd van haar overlijden speelde ze - net als actrice Jasmine Guy (Flashdance)- in dansfilms in het begin van de tachtiger jaren.

### Daisy Adair (Laura Harris)
Zelfingenomen actrice met een grote voorliefde voor luxe. Ze vertelt vaak (en graag) over haar seksuele escapades met beroemde acteurs. Hoewel ze al een tijd Reaper is, voegt ze zich pas later bij de groep. Ze werd overgeplaatst vanuit New York nadat ze daar betrapt werd op het oplichten van de nabestaanden van haar 'gereapte' zielen. Ze is overleden door verstikking tijdens een brand op de filmset van Gone with the Wind in 1938 waarin zij een bijrol vervulde.

### Betty Rohmer (Rebecca Gayheart)
Excentrieke maar zeer geoefende Reaper. Ze heeft er een gewoonte van gemaakt om steeds een polaroid-foto te maken van haar 'reaps'. Daarnaast heeft ze grote voorliefde voor 'springen', wat te maken heeft met ze manier waarop ze aan haar einde gekomen is ("Springen is de kick, het neerkomen is gewoon iets wat daarna gebeurt"). Het neerkomen in iets te ondiep water werd haar uiteindelijk fataal tijdens een klifduik-trip met haar verloofde. In het begin van het eerste seizoen besluit Betty ineens een van de belangrijkste Reaperwetten te overtreden en mee te liften met een door haar 'gereapte' ziel.

### Reggie Lass (Britt McKillip)
Jongere zusje van George. Reggie is ongeveer elf jaar. Hoewel George haar tijdens haar leven niet zag staan, is Reggie erg aangedaan door de dood van haar oudere zus. Haar vreemde gedrag drijft haar moeder tot het uiterste. Ze begint met het stelen van WC-brillen van buren en op school, die ze vervolgens ergens in een bepaalde boom hangt. Daarnaast verzamelt ze dode dieren. Ze gelooft dat George er nog steeds is en lijkt dan ook als enige in de gaten te hebben dat haar oudere zus nog af en toe op bezoek komt. Op het begrip en medeleven van haar moeder reageert ze voornamelijk met botte, afwijzende opmerkingen, of met: "Go away".

### Joy Lass (Cynthia Stevenson)
Moeder van George. Net als de rest van de familie worstelt Joy met het rouwproces. Ze houdt zich vast aan wat ze het beste kan: orde scheppen. Ze bergt alle spullen van George op in overzichtelijk gestickerde dozen en probeert haar ernstig ontwrichte leven weer op te pakken. Daarbij wordt ze zeker niet geholpen door het afwijkende gedrag van Reggie of door het ontwijkende gedrag van haar echtgenoot. Ze heeft een fobie voor ballonnen en een grote hekel aan het woord 'moist' (vochtig).

### Delores Herbig (Christine Willes)
Zij staat aan de top van het uitzendbureau 'Happy Time'. Ze introduceert zich graag met de uitspraak: "Herbig, as in Her-big brown eyes." Meestal vindt George het vreselijk dat ze haar eigenlijk aardig vindt. Dolores had weinig op met George, vond haar lui en afstandelijk, maar gek genoeg behoort Millie Hagen (eigenlijk nog steeds George) tot haar favorieten.

## Afleveringen seizoen 1
- 1. Pilot: George Lass is gestopt met haar studie. De achttienjarige drop-out wordt aangenomen bij uitzendbureau "Happy Time", nadat ze - gedwongen door haar moeder - had gesolliciteerd. Tijdens de eerste lunchpauze van Georgie "George" Lass, wordt de onfortuinlijke George getroffen door een toiletbril uit de ruimte (afkomstig van de Russische MIR). Na haar dood vertelt Rube, leider van een groep Reapers, haar dat ze een Reaper geworden is. Ze zal de komende tijd verplicht zijn om zielen naar het hiernamaals te leiden. Ze maakt kennis met de rest van de groep, die haar inwerken in haar het leven /dood als Reaper. Als Rube haar de eerste opdracht geeft, is ze erg van slag. Het wordt erger als blijkt dat haar 'reape' een klein meisje is. George redt het leven van het meisje tijdens het vreemde treinongeluk dat Gravelings hebben veroorzaakt. Rube, die George' eerste 'reape' op de voet had gevolgd, vindt George niet ver weg van het ongeluk. Hij legt uit dat zielen een 'uiterste houdbaarheidsdatum' hebben. "Ze zal geen leven leiden zoals ze dat zou willen leiden. (...) Haar ziel zal verschrompelen en uiteindelijk tóch sterven." (vert.)Georgie besluit de ziel van het meisje te halen.
- 2. Dead Girl Walking: George vindt haar nieuwe (onbetaalde) baan maar niets. Ze besluit om haar verantwoordelijkheid NIET te nemen en ze sluit zich op in haar gekraakte woning. Rube laat haar zien wat het gevolg kan zijn: het bewust meemaken van een autopsie door het slachtoffer. Later begint ze zich ook te realiseren dat ze moet werken voor de kost. Ze besluit te solliciteren bij de firma 'Happy Time', een bedrijf dat aan arbeidsbemiddeling schijnt te doen. Haar baas heet Dolores Herbig ("...as in Her Big Brown Eyes.)" Intussen begint zus Reggie met het stelen van toiletbrillen.
- 3. Curious George: George begint de onweerstaanbare behoefte te voelen om haar familie te bezoeken. Ze heeft niet meer gevoel dat ze ergens bijhoort. Bij de overige Reapers noch bij 'Happy Time' vindt ze echt aansluiting. Uiteindelijk trekt ze de stoute schoenen aan en belt aan bij haar ouderlijk huis. Hoewel ze van tevoren precies had uitgedacht wat ze allemaal tegen haar moeder zou zeggen, komt er bij de werkelijke confrontatie slechts gestamel uit. Haar moeder jaagt haar weg van de oprijlaan (omdat ze voor de levenden er natuurlijk niet meer uitziet als George). Alleen Reggie, die er bij was vermoedt iets...
- 4. Reapercussions: Door een van de lunchgesprekken tussen de Reapers in 'Der Waffel Haus', komt George erachter dat een enkel slachtoffer door toeval zijn afspraak met de dood mist en door blijft leven. George besluit deze wetenschap uit te buiten en een 'Reape' te redden. Ze maakt een afspraak met de man en zorgt ervoor dat de man zijn afspraak inderdaad mist. Kort daarop vallen er tientallen doden. Blijkbaar was de geredde man pal voor de afspraak bezig met risicobepaling binnen zijn bedrijf. Op deze manier brengt 'Dood' de boel weer in balans. Gevolg is ook dat George de pesterijen van Gravelings krijgt te verduren. Masons poging om bolletjes met drugs te smokkelen - hij slikt ze in - gaat volledig de mist in als er een bolletje in zijn maag knapt. Voor de rest van de aflevering is hij totaal onaanspreekbaar...
- 5. Reaping Havoc: Nog steeds op zoek naar wat vriendschap zoekt George in haar nieuwe omgeving wie daarvoor in aanmerking zou kunnen komen. Uiteindelijk besluit ze dat Betty, de zorgeloze excentrieke medereaper daar het dichtst bij in de buurt komt. Ze noemt haar "mysterieus en geruststellend" (vert.). Dan komt het moment dat George samen met Betty op pad gaat om de ziel van een oude Ier te halen. Zijn weg naar het licht bestaat uit de klippen van Dover. Plotseling besluit Betty een van de belangrijkste Reaperwetten te overtreden en de ziel achterna te springen. Ze laat George intens verdrietig achter. Zelfs Rube kan het deze keer niet laten om vragen te stellen. Op zijn deur plakt hij een post-it briefje, bedoeld voor de geheimzinnige boodschapper van de dodelijkst die hij elke dag ontvangt...
- 6. My Room: Na de verdwijning van Betty duikt ineens Daisy Adaire op, een overgeplaatste Reaper uit New York en een vroegere actrice. Zonder pardon verdrijft zij George van haar woning, die het zich allemaal laat welgevallen. Op het werk wordt George door Dolores min of meer gedwongen om mee te doen met het bedrijfs-bowlingteam. Als George zich beklaagt bij Rube, geeft deze haar een lesje in assertiviteit. In huize Lass opent Joy eindelijk voor Reggie de mogelijkheid om aan de verwerking van de dood van haar zus te beginnen. Ze mag wat spulletjes van George als herinneringen in haar kamer zetten. Reggie slaat natuurlijk helemaal door...
- 7. Reaper Madness: George komt een schizofrene jongen tegen die, nét als Reapers, de Gravelings kan zien. Zij voelt zich tot hem aangetrokken. Gelijktijdig realiseert ze zich dat, aangezien zij 'ondood' is, en hij geestelijk gestoord, dat niet bepaald een garantie is voor een langdurige liefdesrelatie. En Rube vindt het natuurlijk hélemaal niets. Uiteindelijk neemt ze de ziel van de jongen...
- 8. A Cook: Als George de ziel van een oudere dame haalt, belooft ze haar voor haar Golden Retriever te zorgen. De hond - J.D. is niet erg welkom; Daisy zegt dat ze allergisch is voor honden en in 'Der Waffel Haus' is nieuwe huisdier ook niet welkom. Rube heeft zijn eigen probleem. De kok van 'Der Waffel Haus' sterft en Rube vindt dat hij zóveel verstand van koken heeft dat hij de opengevallen vacature tijdelijk kan vervullen. Hij krijgt hierbij lessen van de overleden kok, Cook, die blijkbaar nog niet naar het licht is gegaan. Als Rube het koken helemaal onder de knie heeft verdwijnt Cook. George besluit J.D. aan haar familie te geven...

## Afleveringen seizoen 2
- 1. Send in the Clown:
- 2. The Ledger:
- 3. Ghost Story:
- 4. The Shallow End:
- 5. Hurry:
- 6. In Escrow:
- 7. Rites of Passage:
- 8. The Escape Artist:
- 9. Be Still My Heart:
- 10. Death Defying:
- 11. Ashes to Ashes:
- 12. Forget Me Not:
- 13. Last Call:
- 14. Always:
- 15. Haunted (fka, All Saints):

## DVD-film
Dead Like Me, Life after Death is in 2009 direct op dvd uitgebracht. De film bevat grotendeels dezelfde personages als de serie. Alleen Rube is in dit verhaal al overgestoken naar de gene zijde omdat Mandy Patinkin al bezig was met opnamen voor een andere film. Daisy Adair zal worden gespeeld door Sarah Wynter in plaats van Laura Harris om dezelfde reden. Nieuw is het personage Cameron Kane die gespeeld zal worden door Henry Ian Cusick.
In de film krijgt Reggie, het zusje van George, een vriendje waarvan George de ziel zal moeten nemen. Dit zorgt ervoor dat Reggie en George weer contact met elkaar krijgen.